# Inge Methfesselová
Inge Methfesselová, nepřechýleně Methfessel, celým jménem Ingeborg „Inge“ Dorothea Maria Methfessel (22. září 1924, Chřibská jako Inge Heide - 9. září 2021, Witten) byla německá spisovatelka ze severních Čech.

## Život

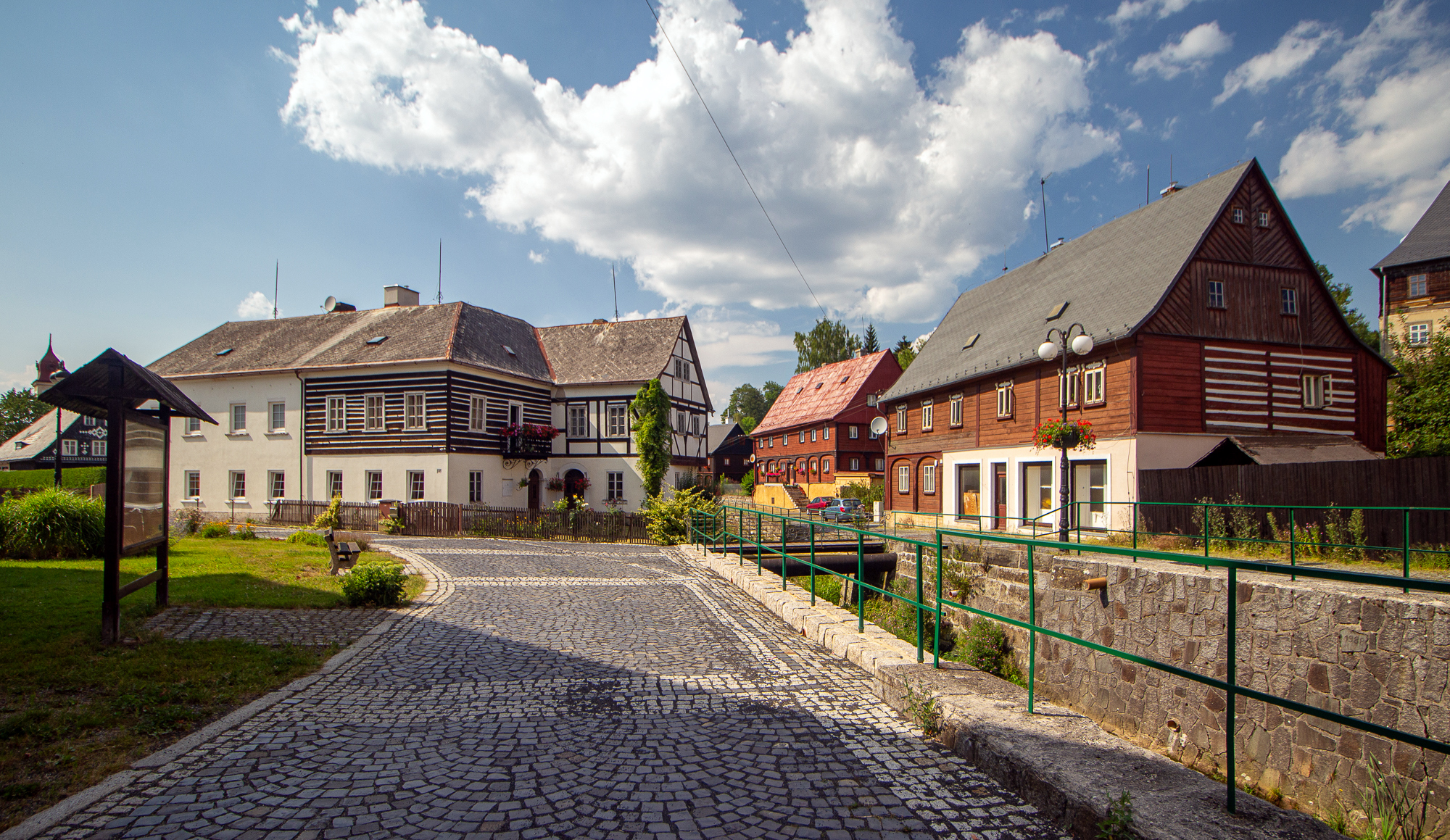
Chřibská, rodné město Inge Methfesselové.

Inge Heideová se narodila v Chřibské a vyrůstala v nedaleké České Kamenici. V roce 1943 dokončila maturitu na střední škole v Děčíně, v roce 1945 však byla její rodina vyhnána z vlasti. 
Studovala medicínu na pražské univerzitě a studium dokončila na Lutherově univerzitě v Halle nad Sálou, kde v roce 1950 složila státní zkoušku. Poté se přestěhovala do Německé spolkové republiky.
V roce 1951 se provdala za Siegfrieda Methfessela, který se později stal profesorem experimentální fyziky. Měli spolu pět dětí. Čtyři roky žila s rodinou ve Švýcarsku a sedm let v USA, v roce 1969 se však vrátila do Německa a od roku 1972 až do své smrti v roce 2021 žila ve Wittenu ve spolkové zemi Severní Porýní-Vestfálsko.
Byla členkou akademického klubu v Esslingenu, autorské skupiny VHS Witten a literární společnosti v Bochumi.

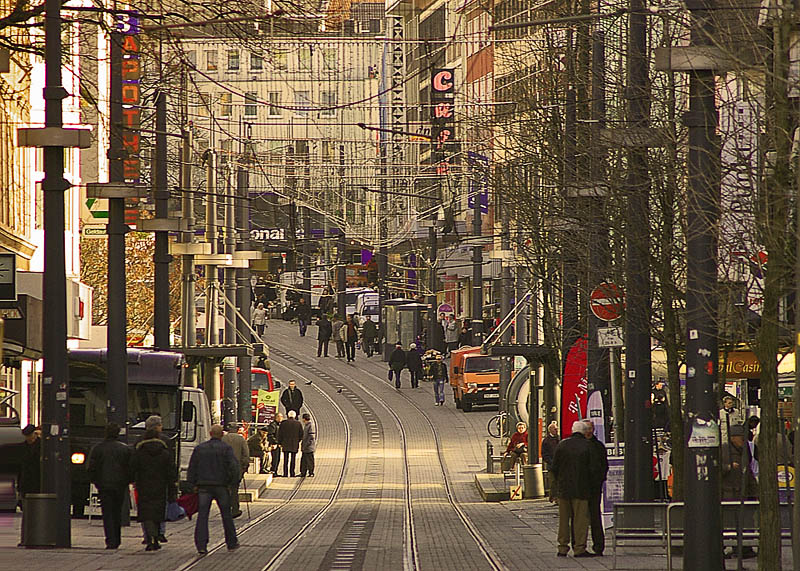
Nádražní ulice ve Wittenu

I přes dobré duševní zdraví zemřela 9. září 2021, několik dní před svými 97. narozeninami na sešlost věkem. Byla pohřbena 22. října 2021 na durchholzském hřbitově.

## Ocenění (výběr)
- 1984: Cena v povídkové soutěži Deutsche Allgemeine Sonntagsblatt
- 1986 a 1990: 1. Cena východoněmecké soutěže vyprávění. Kulturní rada
- 1989: Cena spolkové země Severní Porýní-Vestfálsko za environmentální literaturu
- 1990: Cena Nikolause Lenaua za poezii od Mezinárodní společnosti Nikolause Lenaua
- 1993: Sudetoněmecká cena za kulturu
- 1999: Cena Wilhelma Busche za satirickou a humornou poezii
- 2007: 1. Cena od uměleckého spolku v Esslingenu

## Dílo (výběr)
- Kinder sind einsam. Schweizer Jugend-Verlag, Solothurn 1972, ISBN 3-7260-0000-3.
- Küstenlandschaft. Gedichte. Bläschke, St. Michael 1980, ISBN 3-7053-1090-9.
- Kein Verlaß auf Liebe? Jugendroman. Enßlin & Laiblin, Reutlingen 1989, ISBN 3-7709-0680-2.
- Kein Job für schwache Nerven. Eine Babysitter-Karriere. Jugendroman. Enßlin & Laiblin, Reutlingen 1990, ISBN 3-7709-0719-1.
- Freundschaft nicht ausgeschlossen. Jugendroman. Enßlin & Laiblin, Reutlingen 1991, ISBN 3-7709-0730-2.
- Ein Jahr wie keins zuvor. Enßlin & Laiblin, Reutlingen 1992, ISBN 3-7709-1123-7.
- Von Häusern und Gräbern. Erzählung. Sudetendt. Landsmannschaft, München 1993.
- Die Nazis in der Hölle. Mahnke, Verden/Aller 1993.
- Das Mädchen aus dem Nachbarhaus. Enßlin & Laiblin, Reutlingen 1994, ISBN 3-7709-0812-0.
- Der Herr Geheimrat läßt bitten. Dt. Theaterverlag, Weinheim 1995.
- Liebe oder so ähnlich. Enßlin & Laiblin, Reutlingen 1995, ISBN 3-7709-0872-4.
- Alles Alexander oder die Klassenfahrt nach Rom. Enßlin & Laiblin, Reutlingen 1996, ISBN 3-7709-0879-1.
- Die Zukunft hat schon begonnen. Eine Komödie. Dt. Theaterverlag, Weinheim 1998, ISBN 3-7695-0672-3.
- s E. Kochinkem: Strukturen. Klingenfuß, Münster 2000.
- Wie werden wir Schneewittchen los? Dt. Theaterverlag, Weinheim 2000, ISBN 3-7695-1699-0.
- s E. Kochinkem: Turmbewohner. Witten 2001.
- Kaffeehaus Kasimir. Spiel in einem Akt. Theaterverlag Mahnke, Verden 2003.

### Rozhlasové hry
- Die Rede des Generals. BR, München 1982.
- Warten auf den Briefträger. WDR, Köln 1986.
- Über die Mauer, über den Abgrund. WDR, Köln 1988.